# 慧日泉
慧日泉，是一口古井，位于江苏省扬州市仪征市真州镇天宁社区工农南路东侧，天宁寺塔北70米处，近水楼台北苑临工农路的一排门市房内，是一处仪征市文物保护单位。

## 历史
慧日泉原在天宁禅寺中。元丰七年（1084）八月上旬，苏轼（1037-1101）到金陵与王安石相会，应真州知州袁陟之邀，第一次到真州，住州学20多天，九月初离开。苏轼在天宁禅寺后僧舍楞伽庵写《光明经》、品茶、题名“慧日泉”。

## 建筑
慧日泉井栏为石灰岩质地，不规则八角形平面，四个长边和四个短边分别边长0.27米和0.2米，泉孔径0.33米，高0.33米。井侧题字“古慧日泉”和“仪征县知事李清谨志，光绪戊子年（1888）嘉平月王志义镌”。 。

## 保护
2009年6月2日，慧日泉公布为第二批仪征市文物保护单位，编号2-6。